# Саркуз (станция)
Саркуз — железнодорожная станция в Кизнерском районе Удмуртской республики.

## География
Находится в юго-западной части Удмуртии на расстоянии приблизительно 15 км на северо-восток по прямой от районного центра поселка Кизнер у железнодорожной линии Казань-Агрыз.

## История
Известна с 1926 года как станция Саракузь с 16 хозяйствами и 53 жителями (48 русские). Настоящее название с 1939 года. До 2021 года входила в состав Саркузского сельского поселения.

## Население
Постоянное население составляло 104 человека в 2002 году (русские 65 %, удмурты 33 %), 122 в 2012.